# Vesuvianite

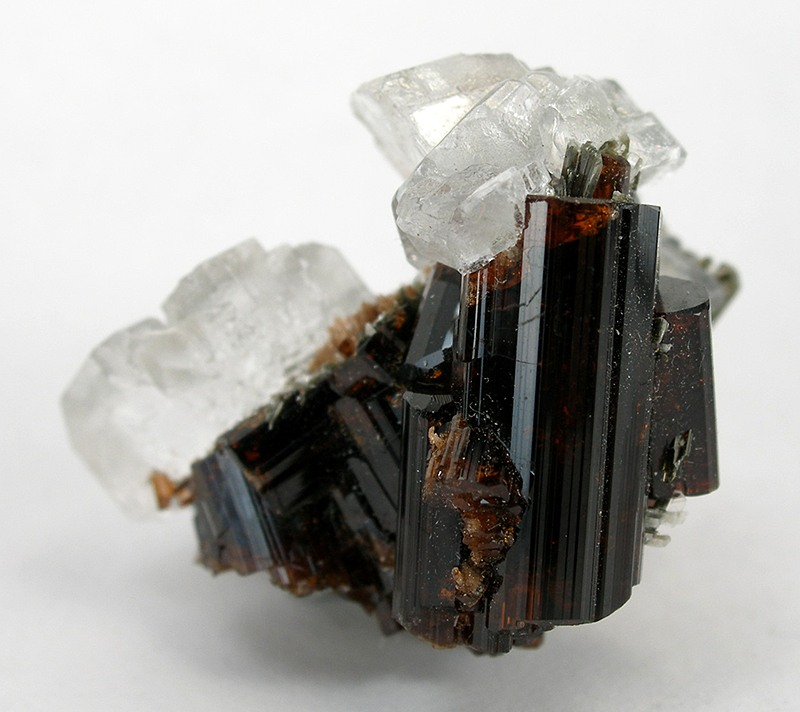
Vesuvianita

A vesuvianite ( vesuvianita no Brasil ) é um mineral, também denominado idócrase, que é quimicamente, silicato de alumínio, cálcio e magnésio, e que cristaliza no sistema tetragonal.